# 1184 Геја
1184 Геја (лат. 1184 Gaea) је астероид главног астероидног појаса са средњом удаљеношћу од Сунца која износи 2,666 астрономских јединица (АЈ).
Апсолутна магнитуда астероида је 11,1 а геометријски албедо 0,079.